# 佐倉市立臼井小学校
佐倉市立臼井小学校（さくらしりつ うすいしょうがっこう）は、千葉県佐倉市臼井にある公立小学校である。

## 沿革
- 1873年（明治6年）1月16日 - 臼井小学校を臼井田町長源寺に開設、上座村に分校を置く[1]
- 1887年（明治20年）4月 - 小学校令実施により臼井尋常小学校と改称
- 1889年（明治22年）4月 - 臼井御屋舗に新校舎を新築
- 1893年（明治26年）5月 - 高等科を併設し、臼井尋常高等小学校と改称
- 1908年（明治41年）3月 - 小学校令改正により高等科を廃止し、臼井高等小学校と改称
- 1913年（大正2年）3月 - 高等科を設置し、臼井尋常高等小学校と改称
- 1941年（昭和16年）6月 - 校舎新築正面校舎6教室、使丁室、裁縫室、明倫中学校廃止により、 4教室本校東棟側に移転使用
- 1947年（昭和22年）4月 - 6・3・3制により臼井小学校と改称
- 1954年（昭和29年）4月 - 校舎増築（2教室）
- 1966年（昭和41年）4月 - 新校舎使用開始（9教室、3特別教室）
- 1969年（昭和44年）3月 - 体育館完成
- 1972年（昭和47年）
  - 1月 - 校舎増築（9教室）
  - 8月 - プール完成
- 1973年（昭和48年）
  - 1月 - 校歌制定（作詞：江間章子、作曲：團伊玖磨）
  - 12月 - 校舎増築（鉄筋3階、9教室）
- 1981年（昭和56年）4月 - 新設間野台小学校に児童分離（新臼井田、間野台、王子台3丁目）
- 1984年（昭和59年）4月 - 新設王子台小学校へ児童分離（南臼井台、王子台）
- 2003年（平成15年）1月 - 校舎増築（鉄筋3階、6教室、5特別教室）
- 2011年（平成23年）8月 - 新体育館完成
- 2012年（平成24年）
  - 3月 - 新特別棟完成（図画工作室・家庭科室）
  - 8月 - A棟校舎解体工事
- 2014年（平成26年）11月 - 長嶋茂雄記念館開設
- 2019年（令和元年）9月 - 全普通教室にエアコンを完備

## 通学区域
臼井（一部）、臼井田（一部）、臼井田干拓、臼井台（一部）、臼井台干拓、八幡台1 - 3丁目

## 出身者

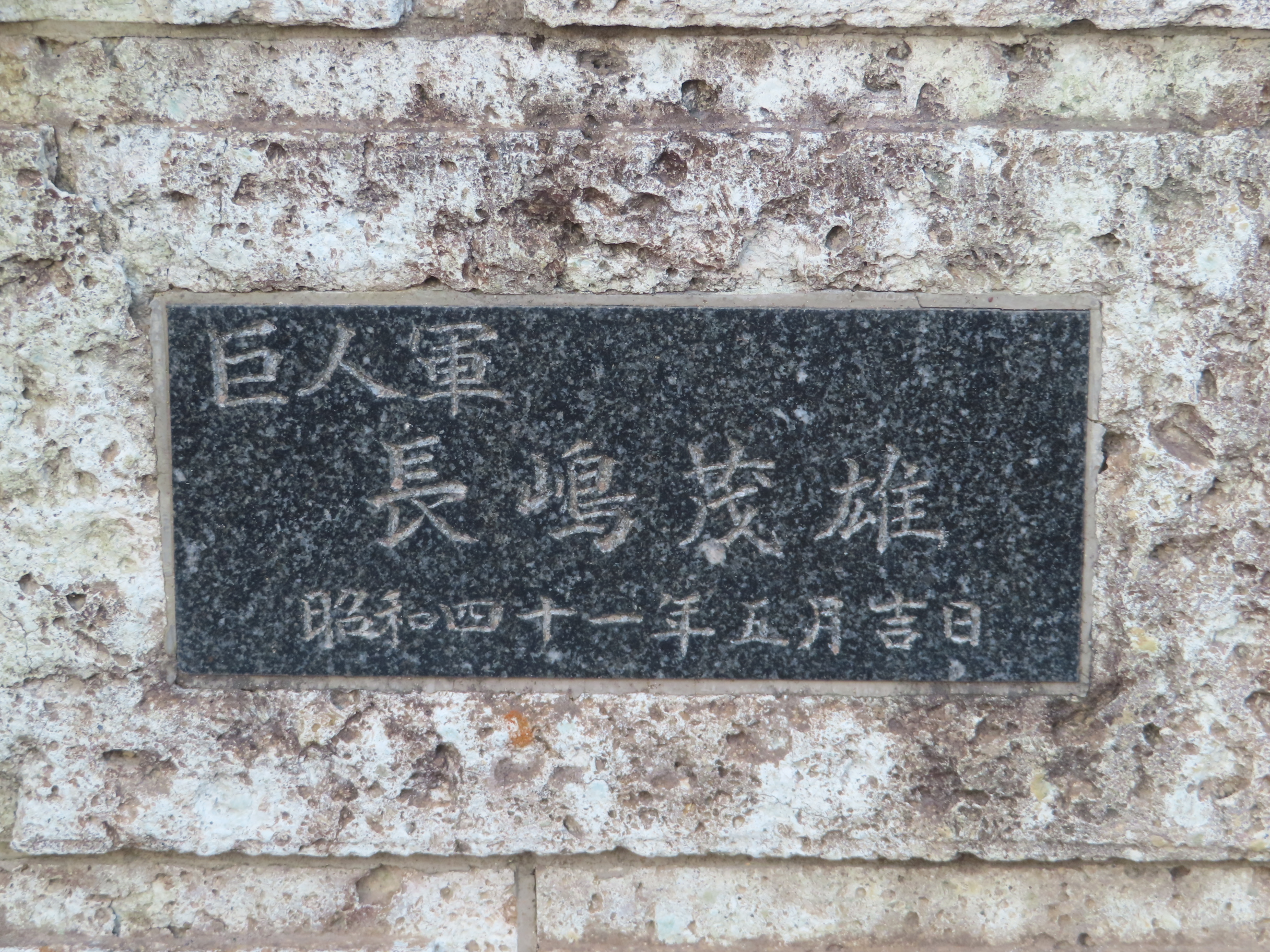
卒業生であることにちなみ設置された長嶋茂雄のプレート

- 長嶋茂雄（元プロ野球選手、読売ジャイアンツ終身名誉監督）